# Costume européen au haut Moyen Âge
 (juillet 2024).
La mise en forme du texte ne suit pas les recommandations de Wikipédia : il faut le « wikifier ».
Les points d'amélioration suivants sont les cas les plus fréquents. Le détail des points à revoir est peut-être précisé sur la page de discussion.
- Les titres sont pré-formatés par le logiciel. Ils ne sont ni en capitales, ni en gras.
- Le texte ne doit pas être écrit en capitales (les noms de famille non plus), ni en gras, ni en italique, ni en « petit »…
- Le gras n'est utilisé que pour surligner le titre de l'article dans l'introduction, une seule fois.
- L'italique est rarement utilisé : mots en langue étrangère, titres d'œuvres, noms de bateaux, etc.
- Les citations ne sont pas en italique mais en corps de texte normal. Elles sont entourées par des guillemets français : « et ».
- Les listes à puces sont à éviter, des paragraphes rédigés étant largement préférés. Les tableaux sont à réserver à la présentation de données structurées (résultats, etc.).
- Les appels de note de bas de page (petits chiffres en exposant, introduits par l'outil «  Source ») sont à placer entre la fin de phrase et le point final[comme ça].
- Les liens internes (vers d'autres articles de Wikipédia) sont à choisir avec parcimonie. Créez des liens vers des articles approfondissant le sujet. Les termes génériques sans rapport avec le sujet sont à éviter, ainsi que les répétitions de liens vers un même terme.
- Les liens externes sont à placer uniquement dans une section « Liens externes », à la fin de l'article. Ces liens sont à choisir avec parcimonie suivant les règles définies. Si un lien sert de source à l'article, son insertion dans le texte est à faire par les notes de bas de page.
- La présentation des références doit suivre les conventions bibliographiques. Il est recommandé d'utiliser les modèles {{Ouvrage}}, {{Chapitre}}, {{Article}}, {{Lien web}} et/ou {{Bibliographie}}. Le mode d'édition visuel peut mettre en forme automatiquement les références.
- Insérer une infobox (cadre d'informations à droite) n'est pas obligatoire pour parachever la mise en page.

Pour une aide détaillée, merci de consulter Aide:Wikification.
Si vous pensez que ces points ont été résolus, vous pouvez retirer ce bandeau et améliorer la mise en forme d'un autre article.

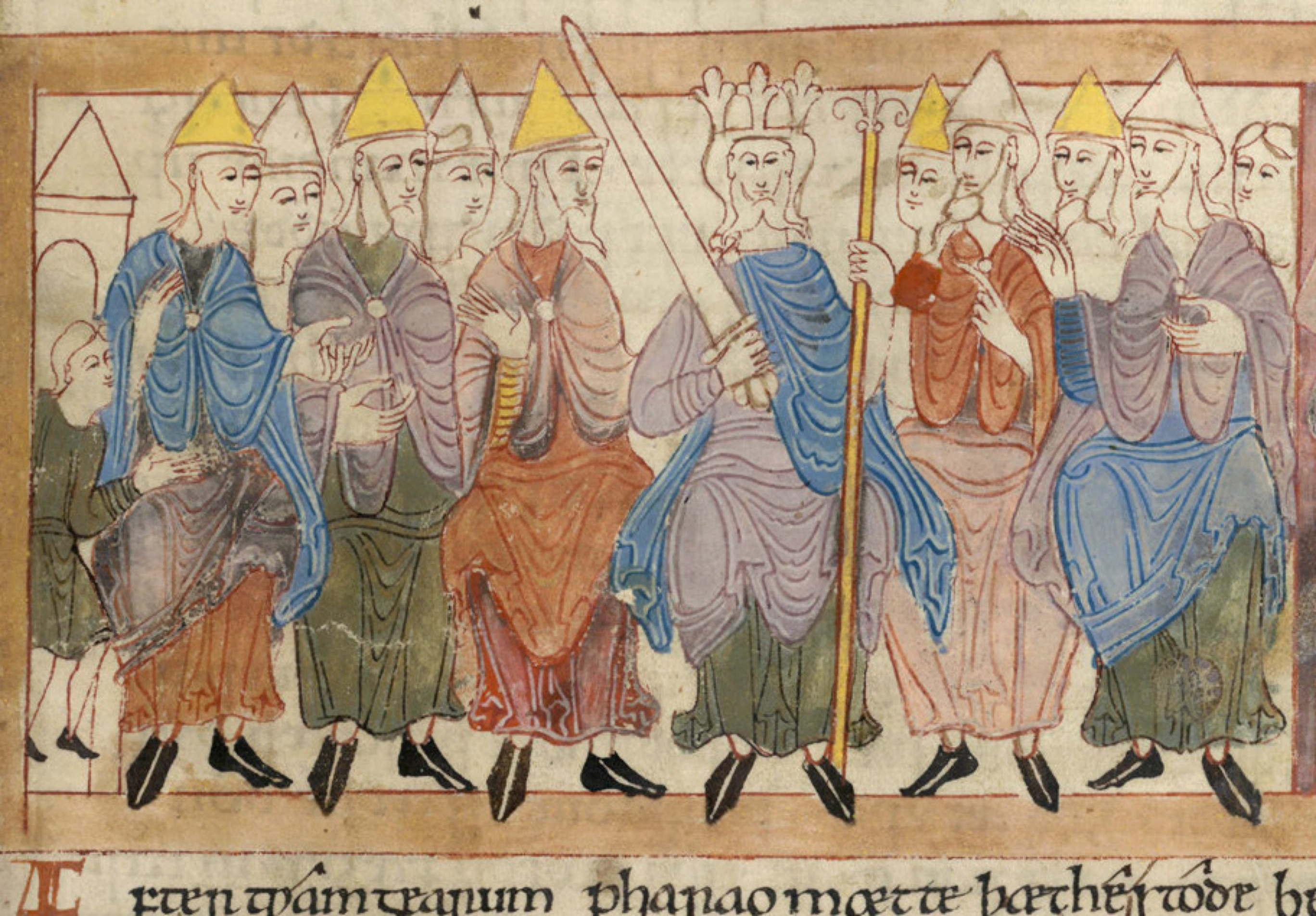
Un roi de l'Ancien Testament et sa cour en costumes du XIe siècle (enluminure de la Paraphrase d'Ælfric).

Les vêtements européens du début du Moyen Âge, d'environ 400 à 1100 après JC, ont changé très progressivement. La caractéristique principale de cette période était la rencontre du costume romain tardif avec celui des Barbares venus de l'extérieur de l'Empire. Pendant plusieurs siècles, les habitants de nombreux pays se sont habillés différemment selon qu'ils s'identifiaient à l'ancienne population romanisée ou aux nouvelles populations telles que les Francs, les Anglo-Saxons, les Wisigoths . La différence la plus facilement reconnaissable entre les deux groupes résidait dans le costume masculin, où les envahisseurs portaient généralement des tuniques courtes, avec des ceintures et des pantalons, des bas ou des chausses visibles. Les populations romanisées et l'Église sont restées fidèles aux tuniques plus longues du costume formel romain, arrivant au-dessous du genou et souvent jusqu'aux chevilles. À la fin de la période, ces distinctions avaient finalement disparu et les formes vestimentaires romaines restaient principalement des styles vestimentaires spéciaux pour le clergé – des vêtements qui ont relativement peu changé jusqu'à nos jours.
De nombreux aspects vestimentaires de cette période restent inconnus. Cela est dû en partie au fait que seuls les riches étaient enterrés avec des vêtements ; il était plutôt d' usage que la plupart des gens soient enterrés dans des suaires, également appelés linceuls. L'enterrement entièrement habillé était peut-être considéré comme une coutume païenne, et une famille pauvre était probablement heureuse de garder un ensemble de vêtements utilisables. Les vêtements étaient chers pour tous sauf pour les plus riches à cette époque.

## Histoire

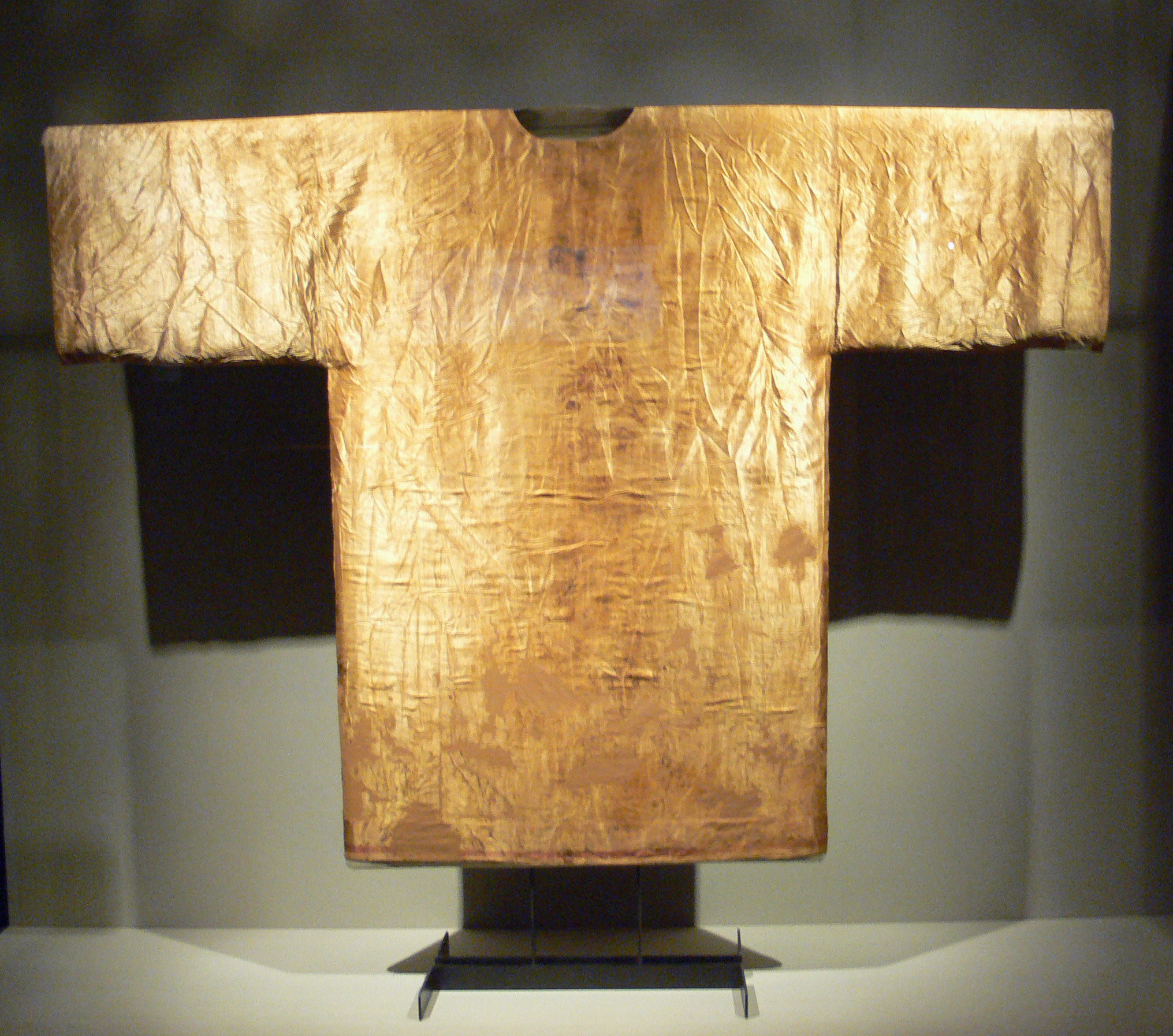
Tunique du XIe siècle du pape Clément II (1046-1047)

Pendant de nombreux siècles, les gens portaient des tuniques en forme de T simplement cousues et confectionnées par eux-mêmes. Ce n’est qu’au XIe siècle qu’une classe de tailleurs professionnels a commencé à développer des techniques pour confectionner des vêtements ajustés. Certains progrès ont été réalisés, mais la mode du XIIe siècle était généralement trop ajustée et les manches trop amples et trop longues.

## Matériaux

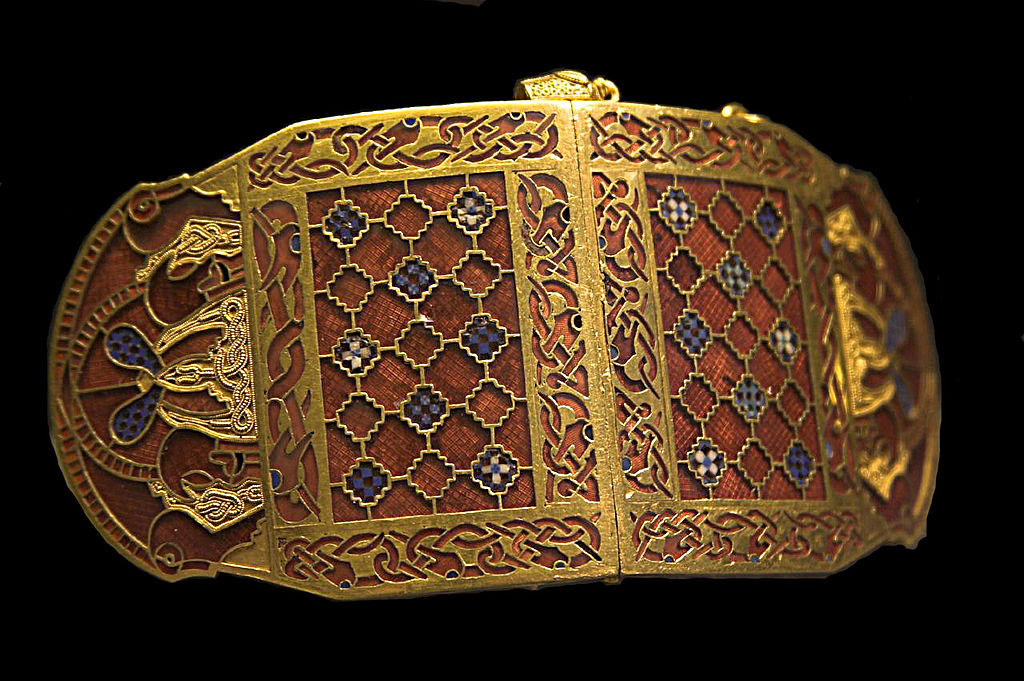
Fermoirs d'épaule pour un roi anglo-saxon du VIIe siècle, trouvés à Sutton Hoo

Hormis l'élite, la plupart des habitants de l'époque avaient un niveau de vie faible et les vêtements étaient probablement confectionnés à la maison, généralement à partir de tissus fabriqués au niveau du village, et coupés très simplement. L'élite importait des tissus de soie des mondes byzantin et musulman plus tard, et probablement aussi du coton . Ils pouvaient également s’offrir du lin blanchi et de la laine teinte et simplement tissée à motifs en Europe même. Mais la décoration brodée était probablement très répandue, même si elle n'était généralement pas détectable dans l'art. La plupart des gens ne portaient probablement que de la laine ou du lin, généralement non teints, et du cuir ou de la fourrure provenant d'animaux chassés localement.
Les découvertes archéologiques ont montré que l'élite, notamment les hommes, pouvait posséder de superbes bijoux, le plus souvent des broches pour attacher leur manteau, mais aussi des boucles, des bourses, des accessoires d'armes, des colliers et autres. Les découvertes de Sutton Hoo et la broche Tara sont deux des exemples les plus célèbres d'Irlande et de Grande-Bretagne au milieu de cette période. En France, plus de trois cents abeilles en or et en bijoux ont été trouvées dans la tombe du roi mérovingien Childéric Ier (mort en 481 ; toutes les abeilles sauf deux ont depuis été volées et perdues), qui auraient été cousues sur son manteau. Les accessoires de ferronnerie étaient l'indicateur le plus clair des personnes de haut rang. Dans l'Angleterre anglo-saxonne, et probablement dans la majeure partie de l'Europe, seules les personnes libres pouvaient porter un couteau ou un couteau, et les deux sexes en portaient normalement un à la taille, pour l'utiliser à toutes fins, y compris comme couverts personnels ou pour se défendre.

### Ornements
Les vêtements des hommes et des femmes étaient garnis de bandes décoratives, de broderies diverses, de bandes tissées sur tablette ou de bordures colorées tissées dans le tissu sur le métier à tisser,. Le célèbre travail d’aiguille anglo-saxon (opus anglicanum) était recherché jusqu’à Rome. Les Anglo-Saxons portaient des ceintures décorées.

## Vêtements des hommes

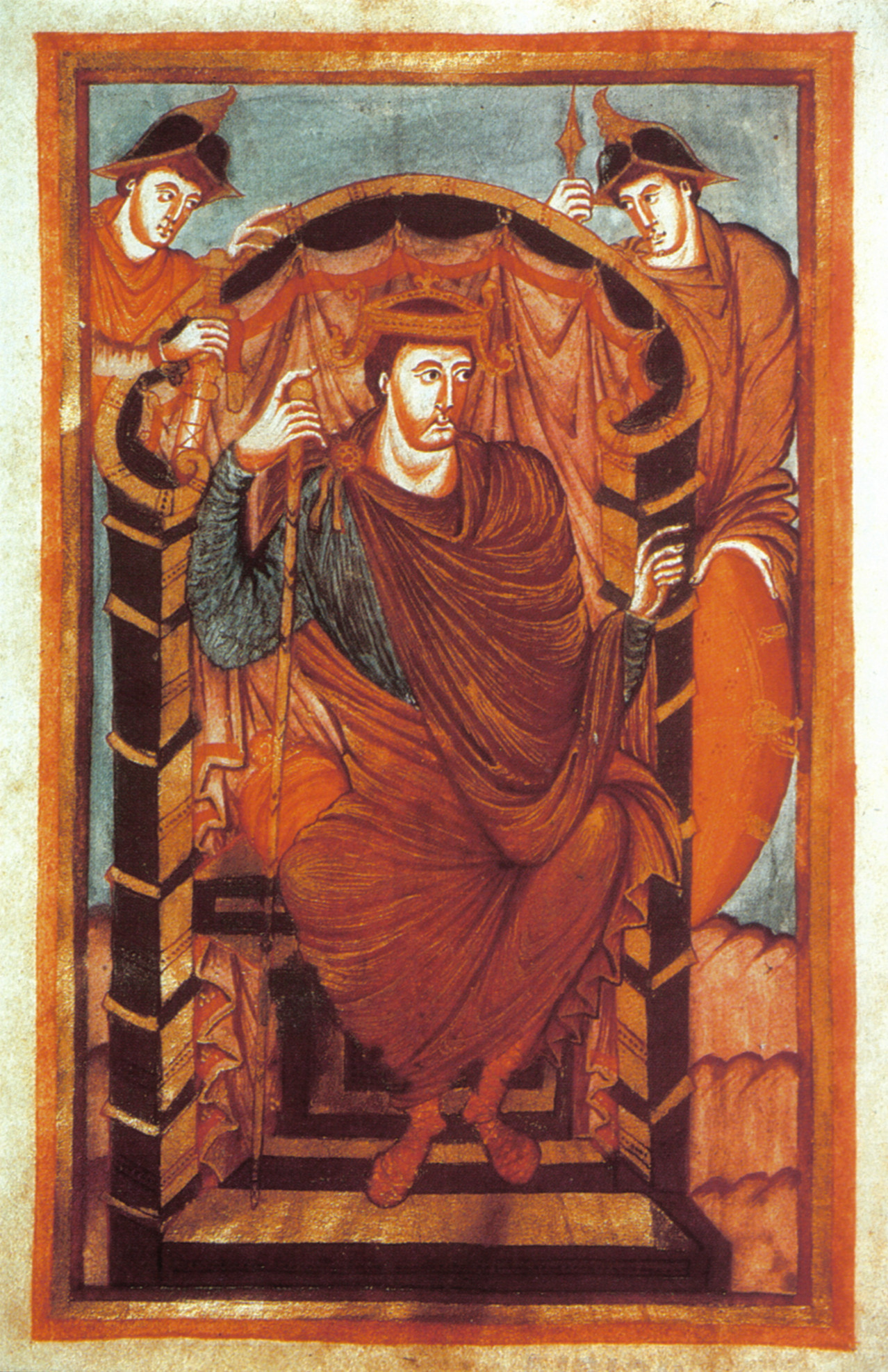
Le roi Lothaire Ier est représenté dans un manteau attaché sur une épaule porté par-dessus une tunique à manches longues et des bas à jarretelles croisées, v. 850

Le vêtement principal était la tunique – généralement un long rectangle de tissu replié avec un trou pour le cou découpé dans le pli et des manches attachées. Il était courant que les riches affichent leur richesse avec une tunique plus longue faite d'un tissu plus fin et plus coloré, voire de soie ou bordé de soie. La tunique était généralement ceinturée, avec une ceinture en cuir ou en tissu solide. Selon le climat, les pantalons étaient amples ou serrés (ou pas du tout portés s'il faisait chaud). Les chausses les plus basiques étaient des bandes de tissu enroulées autour de la jambe et maintenues en place par de longs lacets, vraisemblablement en cuir, appelés jarretières croisées. Cela a peut-être également été fait avec des pantalons amples. Des bas plus serrés ont également été portés.
Par-dessus, on portait une plus longue tunique à manches qui, pour les classes supérieures, devenait progressivement plus longue vers la fin de la période, et est à l'origine du bliaud. Pour les paysans et les guerriers, c'était toujours au niveau du genou ou au-dessus. Pour l'hiver, à l'extérieur ou en tenue de soirée, une cape ou un manteau complétait la tenue. Les Francs portaient une cape courte caractéristique appelée « saie », qui arrivait à peine à la taille. Celle-ci était fixée sur l'épaule droite (afin que la saie, couvrant principalement l'autre épaule, ne gêne pas les coups d'épée) par une broche, typiquement une fibule et plus tard une broche ronde sur le continent, et presque toujours ronde pour les Anglo-Saxons, tandis qu'en Irlande et en Écosse le particulier le style de la broche penannulaire ou celtique était le plus courant. Dans tous les domaines, la broche pourrait être un bijou très élaboré en métal précieux au sommet de la société, avec les broches celtiques les plus élaborées, comme la broche de Tara et la broche d'Hunterston, peut-être la plus ornée et la plus finement réalisée de toutes. La cappa ou chaperon, une capuche d'une seule pièce et une cape sur les épaules, était portée par temps froid, et le chapeau de paille romain pour les travaux champêtres d'été s'est probablement répandu parmi les peuples barbares, car il était universel au Haut Moyen Âge. Les chaussures, pas toujours portées par les pauvres, étaient pour la plupart de simples chaussures à retournement – généralement une semelle en peau de vache et une tige en cuir plus souple, qui étaient cousues ensemble, puis retournées.

### Les vêtements de Charlemagne
Les biographes de Charlemagne rapportent qu'il s'habillait toujours de la « manière franque », ce qui signifie qu'il portait des versions similaires, quoique supérieures, des vêtements des paysans aisés dans une grande partie de l'Europe au cours des derniers siècles de la période :
 
"Il portait habituellement le vêtement traditionnel, c'est-à-dire la tunique franque : au contact de sa peau une chemise de lin et une culotte de lin, et par-dessus cela, une tunique bordée de soie ; comme des bas attachés au moyen de bandelettes couvraient ses membres inférieurs, et des chaussures ses pieds, et il protégeait ses épaules et sa poitrine en hiver par un manteau ajusté en peau de loutre ou de martre... Il méprisait les costumes étrangers, bien que beaux, et ne s'autorisait jamais à en être vêtu, sauf deux fois à Rome lorsqu'il revêtit la tunique romaine, la chlamyde et les chaussures; la première fois à la demande du pape Hadrien et la deuxième pour satisfaire Léon le succésseur d'Hadrien."
Eginhard.
Aucun monarque anglo-saxon de l’époque n'a fait écrire ses habitudes vestimentaires avec autant de détails. Les biographes rapportent également qu'il préférait la laine anglaise pour ses manteaux d'équitation (sagæ) et se plaignait auprès d'Offa de Mercie d'une tendance à rendre les manteaux importés en Frankie trop courts. Un récit un peu plus tardif de Notker le Bègue à la fin du IXe siècle raconte son mécontentement à l'égard des manteaux courts importés de Frise payés au même prix que les tuniques longues (Charlemagne mesurait un peu plus de six pieds de haut) :
« Quid prosunt illa pittaciola ? In lecto non possum eis cooperiri ; caballicans contra ventos et pluvias nequeo defendi ; ad necessaria naturae secedens, tibiarum congelatione deficio. »
« À quoi servent ces minuscules morceaux d'étoffe ? Au lit, je ne peux m'en envelopper ; à cheval je ne peux me défendre contre le vent et la pluie ; occupé aux nécessités de la nature, je souffre du froid sur mes cuisses ! »

### Le clergé

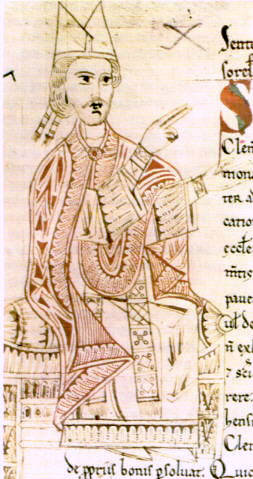
Le pape Grégoire VII (1073-1085) bénissant en grand costume pontifical : mitre à deux fanons (bandes de tissu pendant derrière la tête), aube (tunique blanche brodée) recouverte d'une chape richement ornée (manteau agrafé sur le devant) et étole (longue écharpe ornée).

Au début de cette période, le clergé s'habillait généralement de la même manière que les laïcs des populations post-romaines ; cela s'est modifié au cours des siècles et, en l'an Mil, tous les ordres du clergé portaient des vêtements distinctifs encore plus justifiés par les progrès de la Réforme grégorienne.
Le clergé portait une coiffure à lui réservée appelée la tonsure en signe de renoncement au monde ; en Angleterre, le choix entre la tonsure romaine (le sommet de la tête rasé) et la tonsure celtique (seul le devant de la tête rasé, d'une oreille à l'autre) dut être tranché au synode de Whitby en faveur du style romain. De riches églises ou monastères sont venus au cours de cette période utiliser des vêtements richement décorés pour les services, notamment des broderies opus anglicanum et des soies à motifs importées. Diverses formes de vêtements d'origine romaine, notamment la chasuble, la chape, le pallium, l'étole, la manipule et la dalmatique des diacres, ont été régularisées au cours de cette période et, à la fin, des prescriptions compliquées ont été établies pour savoir qui devait porter quoi et quand en association avec des couleurs liturgiques (traité De sacro altaris mysterio d'Innocent III). Dans une large mesure, ces formes de vêtements survivent aujourd'hui dans les églises catholiques et (encore plus conservatrices) anglicanes. Le même processus s'est produit dans le monde byzantin au cours de la même période, qui conserve encore une fois les styles du début du Moyen Âge dans les vêtements orthodoxes orientaux.
Le clergé séculier (c'est-à-dire non monastique) portait généralement une aube blanche, ou une tunique ample, nouée à la taille avec une corde (anciennement appelée ceinture ), lorsqu'il ne dirigeait pas les offices. Les hauts membres du clergé semblent toujours avoir attaché leurs manteaux avec une broche au centre de leur poitrine, plutôt qu'à leur épaule droite comme les laïcs, qui avaient besoin de manier leur bras d'épée sans entrave.

## Vêtements des femmes

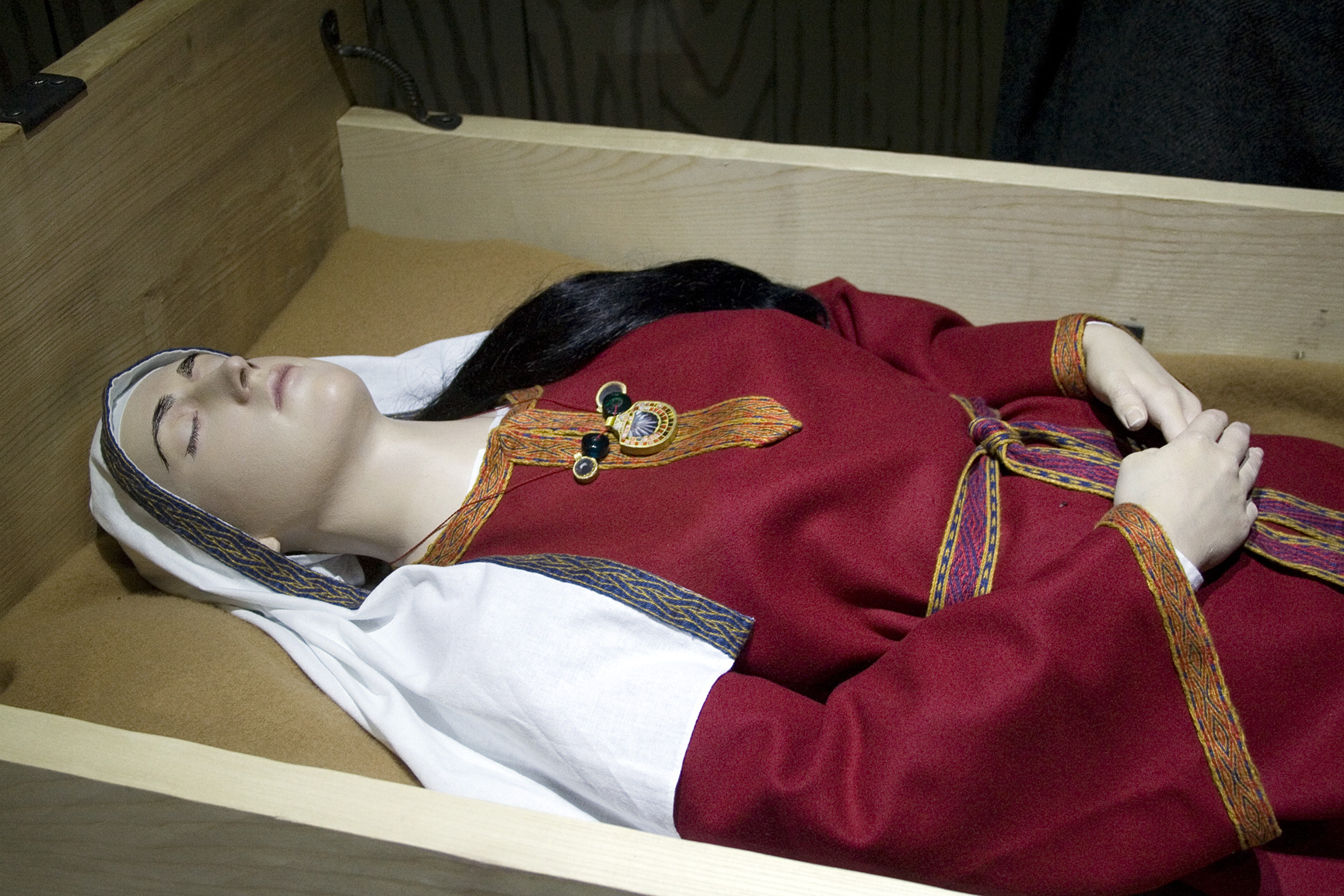
Reconstruction du musée de Kirkleatham du corps de la Street House "Saxon Princess" dans son lit. 7ème siècle après JC, Northumbrie, Angleterre

Les vêtements pour femmes en Europe occidentale ont connu une transition au début de la période médiévale, lorsque les tribus germaniques migrantes ont adopté les symboles d'autorité de la fin de l'époque romaine, notamment les vêtements . En Europe du Nord, au début de la période vers 400 - 500 après JC en Europe continentale et un peu plus tard en Angleterre, les vêtements des femmes se composaient d'au moins une tunique à manches longues ajustée aux poignets et d'un vêtement en forme de tube, parfois appelé péplos, porté épinglé aux épaules. Ce vêtement a été transporté avec les migrations germaniques vers la péninsule ibérique et l'Europe du Sud. Ces vêtements pouvaient être décorés d'appliques métalliques, de broderies et de bandes tissées.
À partir du VIe siècle, les vêtements pour femmes se sont orientés vers des tuniques superposées. Dans les territoires des Francs et de leurs éventuelles tribus clientes, les Alamans et les Bavarois, ainsi que dans l'Est du Kent, les femmes portaient une longue tunique comme couche intérieure et un long manteau, fermé sur le devant par de multiples broches et une ceinture, comme couche externe. Un exemple de ceci peut être vu dans les interprétations de la tombe de la reine Arégonde. Toutes les tombes identifiées comme féminines ne contiennent pas les broches nécessaires pour fermer le devant de la « robe-manteau », ce qui indique que toutes les femmes ne portaient pas ce style, ou du moins que toutes les femmes n'étaient pas enterrées dans ce style. Les broches étaient peut-être trop chères pour la plupart des femmes. La présence ou l'absence de broches ovales dans les tombes était considérée comme un indicateur du statut social et matrimonial. On pensait que les tombes de plus courte longueur étaient celles d'enfants et de femmes célibataires qui ne portaient pas de broches ovales, tandis que les tombes plus longues étaient probablement celles de femmes mariées qui portaient ces broches. Cependant, une analyse de Solberg suggère que l'absence de broches dans les tombes ne peut être attribuée uniquement aux femmes célibataires ou mineures. Au lieu de cela, les agriculteurs moins prospères mais toujours libres ne portaient pas non plus ces broches. Cette recherche souligne le fait que les broches ovales étaient portées par des femmes ayant la même position juridique que les hommes ou occupant une position d'autorité dans une ferme.
Les femmes de l'Angleterre anglo-saxonne ultérieure, en dehors de l'East Kent, portaient pour la plupart un ensemble de tuniques à plusieurs couches. Ces femmes étaient particulièrement connues pour leurs broderies et pouvaient avoir décoré leurs vêtements de broderies de soie et de laine ou de bandes tissées. Ces tuniques sont souvent interprétées comme ayant un style de décolleté appelé « décolleté en trou de serrure » qui aurait pu faciliter l'allaitement. Ce décolleté aurait été fermé par une broche pour plus de pudeur et de chaleur. Dans l'Angleterre anglo-saxonne ultérieure, il existe des preuves visuelles d'un grand vêtement ressemblant à un poncho qui aurait pu être porté par des femmes nobles ou royales.

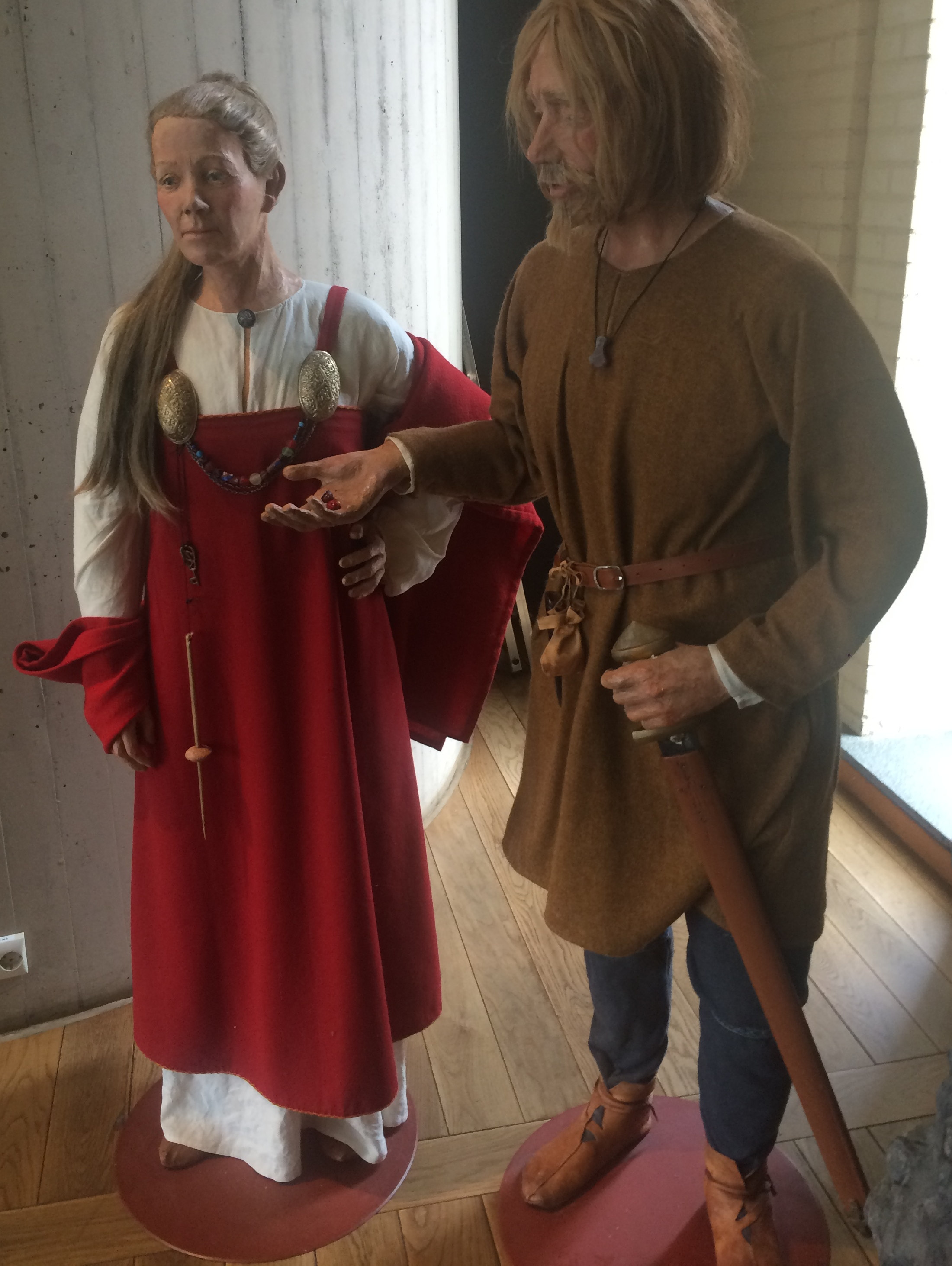
Une interprétation de la robe tablier scandinave de Stavanger, Norvège

Le vêtement le plus célèbre de la Scandinavie médiévale est ce qu'on appelle la robe tablier (également appelée trägerrock, hängerock ou smokkr). Cela peut avoir évolué à partir des peuples du début de l’âge du fer germanique. Le vêtement est souvent interprété comme une forme de tube (ajusté ou ample) qui se porte avec des bretelles sur l'épaule et de grandes broches (parfois appelées « broches tortue ») sur le haut de la poitrine. Des exemples de bandes de soie appliquées utilisées comme décoration ont été trouvées dans un certain nombre de tombes. Toutes les tombes identifiées comme appartenant à des femmes ne contiennent pas les broches typiques de ce type de vêtement, ce qui indique que certaines femmes portaient un style vestimentaire différent. Il existe des preuves provenant de Dublin qu'au moins certaines femmes nordiques portaient des casquettes ou d'autres couvre-chefs, mais on ne sait pas exactement dans quelle mesure cette pratique était omniprésente.
Sur toutes les couches supérieures, l'encolure, les manches et les ourlets peuvent être décorés de broderies, de tissages de tablettes ou de soies appliquées, très richement pour les classes supérieures. Des bas ou des chaussettes peuvent avoir été portés sur les jambes. Des voiles ou d'autres couvre-chefs apparaissent dans l'art représentant des femmes d'Europe du Nord à partir des Romains, mais ce n'est pas universel. L'utilisation plus répandue du couvre-chef, en particulier pour les femmes mariées, semble suivre la christianisation des différentes tribus germaniques. La fourrure est décrite dans de nombreux récits classiques des tribus germaniques, mais n'a pas bien survécu dans les vestiges archéologiques, ce qui rend difficile l'interprétation de comment et où elle était utilisée dans les vêtements féminins. Dans toutes les régions, les vêtements étaient principalement fabriqués à partir de laine et de lin, avec quelques exemples de soie et de chanvre.

## Variation régionale

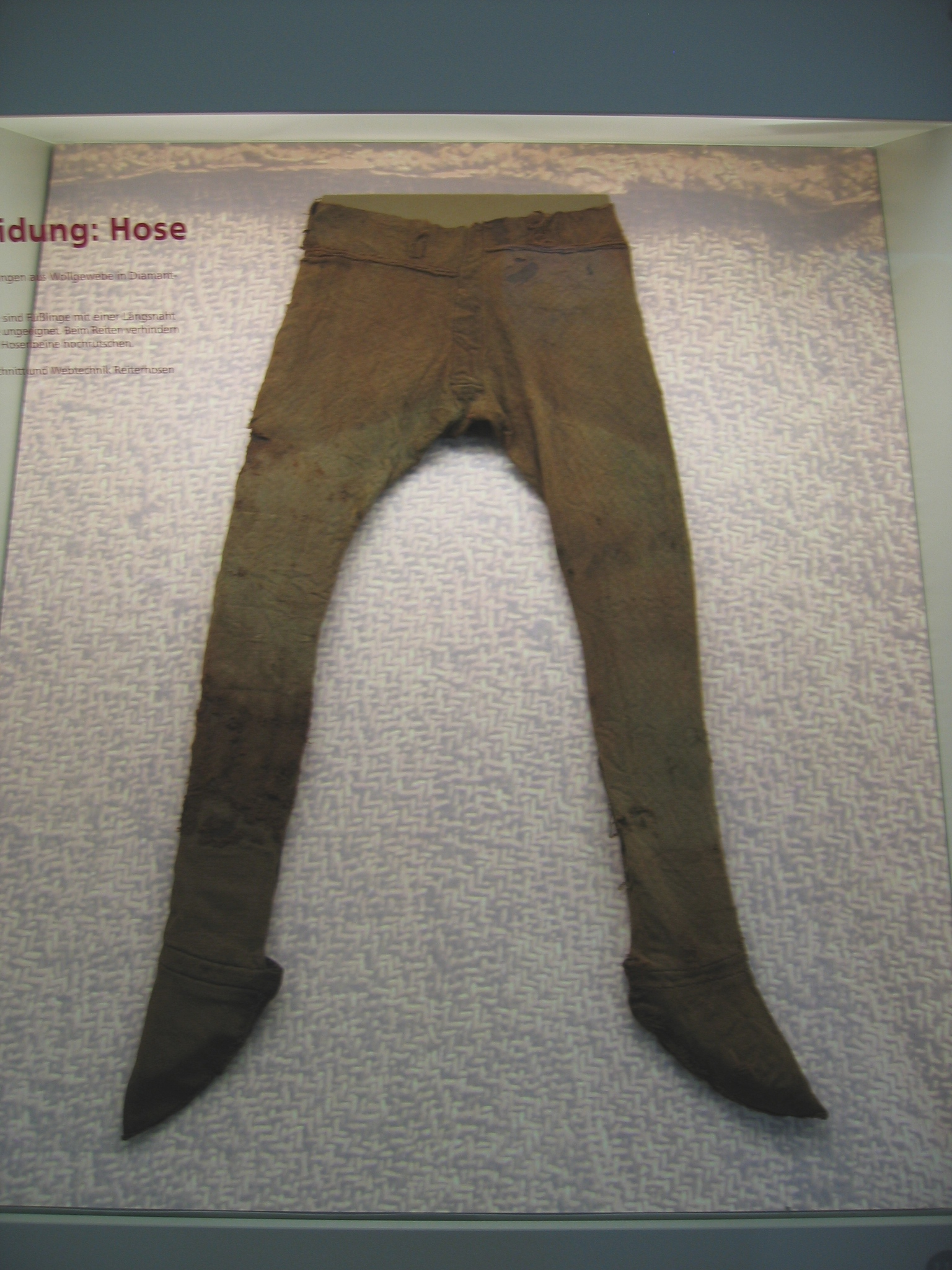
Pantalon barbare, provenant de la lande de Thorsberg, une tourbière du nord de l'Allemagne, datés au carbone 4e siècle, bien qu'en termes de style, ils pourraient provenir de n'importe quel endroit au cours des mille années suivantes.

Les zones où l'influence romaine est restée forte comprennent la majeure partie de l'Italie, à l'exception du nord, du sud-ouest de la France, jusqu'à Tours, et probablement des villes comme Cologne en Allemagne. L'Ibérie était en grande partie gouvernée par les Maures à la fin de la période et avait en tout cas reçu des influences assez différentes de la part des Wisigoths par rapport aux autres peuples envahisseurs ; Le costume espagnol est resté distinctif bien après la fin de la période. Le royaume wisigoth de Toulouse régna également sur le sud et l'ouest de la France pendant les deux premiers siècles de la période.
Les premières femmes anglo-saxonnes semblent avoir eu une forme distinctive de robe tubulaire, attachée sur l'épaule avec des broches et ceinturée. Ce style correspond à certaines robes allemandes datant bien plus tôt de la période romaine. Après environ 700, ce qui coïncide à peu près avec la conversion générale au christianisme, ils adoptèrent le style continental général.
Les Vikings païens, en particulier les femmes, s'habillaient assez différemment de la plupart des Européens, avec des cheveux féminins découverts et une robe extérieure faite d'une seule longueur de tissu, épinglée par des broches sur les deux épaules. En dessous, ils portaient un sous-vêtement à manches, éventuellement accompagné d'une tunique en laine, surtout en hiver, lorsqu'une veste pouvait être ajoutée comme couche supérieure finale.